# James Cosmo Melvill
James Cosmo Melvill (Londres, 1 de julho de 1845 – 4 de novembro de 1929) foi um botânico e zoólogo britânico.
Seu pai foi o Sir James Cosmo Melvill (1792-1861), subsecretário de Estado para a Índia. Começou a partir dos oito anos a colecionar conchas, e reuniu uma imensa coleção graças à compra de numerosas coleções postas a venda em Londres. Melvill adquiriu 56 coleções de John Dennison (1??? - 1864) (1865), Thomas Norris (17?? - 1852) (1873, 1874) e Thomas Lombe Taylor (1802-1874) (1880).
A coleção de Melvill reuniu mais de 22.500 espécies, a metade das espécies conhecidas na sua época e uma das duas mais importantes coleções privadas. A coleção particular de  Melvill foi adquirida por John Read le Brockton Tomlin (1864-1954). Esta coleção, misturada com a rica coleção de Tomlin, está atualmente conservada no Museu Nacional do País de Gales.

## Obras
- Participou da The Flora of Harrow (Londres, 1864, reeditada em  1876).[1]
- Com Robert Standen (1854-1925) e  James Hadfield (1864-1934), Catalogue of the Hadfield Collection of Shells from Lifu and Uvea, Loyalty Islands (Manchester Museum. Museum Handbooks, 1891).
- Com R. Standen, The Marine Mollusca of Madras and the immediate neighbourhood. Notes on a collection of Marine Shells from Lively Island, Falklands; and other papers ( série de artigos tirados do Journal of Conchology, Manchester Museum. Museum Handbooks, 1898).
- A Brief Account of the General Herbarium formed by James Cosmo Melvill, 1867-1904, and presented by him to the (Manchester) Museum in 1904 (Manchester Museum. Museum Handbooks, 1904).
- The Flora of Prestwich (1905).

1. 1 2 3  Jackson, J. Wilfrid (dezembro de 1929). «Dr. J. C. Melvill». Nature (em inglês) (3137): 921–921. ISSN 1476-4687. doi:10.1038/124921a0. Consultado em 24 de julho de 2023